# 네기시촌 (가나가와현)
네기시촌(일본어: 根岸村)은 1901년 4월 1일까지 설치되었던 일본 가나가와현 구라기군의 촌이다.

## 개요
가나가와현 구라기군 동부의 마을이며, 현재의 가나가와현 요코하마시 나카구, 이소고구에 해당된다.

## 역사

### 연혁
1889년 4월 1일 - 정촌제 시행에 의해 네기시 촌이 단독으로 촌제를 시행하였다.
1901년 4월 1일 - 요코하마시에 편입해, 동일 네기시촌은 폐지하였다.
1927년 10월 1일 - 요코하마시가구제를 시행해, 구 촌역 중 니시네기시초가 이소고구, 잔부가 나카구가 되었다.

## 교통

### 철도노선
당시에 촌이 폐지 시점에서 요코하마 전기철도(후의 요코하마시 전철) 및 현재의 네기시선(야마테역,네기시역) 모두 미개업이었다.

## 참고 문헌
- 角川日本地名大辞典編纂委員会,『角川日本地名大辞典 神奈川県』1984, 角川書店